# Annisa Wahyuni
Annisa Wahyuni (* 17. Februar 1990 in Bekasi) ist eine indonesische Badmintonspielerin. 

## Karriere
Annisa Wahyuni stand bei der GGJP Indonesia Challenge 2008 im Doppel mit Anneke Feinya Agustin im Viertelfinale. Ins Viertelfinale schaffte sie es mit Agustin auch bei der Vietnam International Challenge 2009. Siegreich waren beide bei den New Zealand Open 2009 und den Vietnam Open 2009. 2010 drangen sie bis ins Viertelfinale der Asienmeisterschaft und ins Halbfinale des India Grand Prix sowie des Indonesia Grand Prix Gold vor.